# VGP (賞)
VGP（ブイジーピー）は、オーディオビジュアル関連製品に関して、日本国内最大級を誇るアワード。株式会社音元出版主催。

## 概要
国内最大級を誇るオーディオビジュアル機器の総合アワードとして、1987年にスタート。オーディオビジュアル機器市場や性能を熟知した著名な評論家と販売店による厳正な審査により、エントリーされた製品のなかから各部門ごとに“絶対買い”のプロダクトが選出される。
毎年11月に公開されるVGP、5月に公開されるVGP SUMMERと年２回の審査、受賞発表がある。それぞれ冬、夏のボーナス商戦および買い替え需要に合わせた時期設定となっており、発表後に家電量販店で配布される『VGP受賞製品お買い物ガイド』によって一般消費者にも広く告知される。
審査対象となる製品は、オーディオビジュアル関連として、液晶テレビ、レコーダー、ワイヤレスイヤホン、プロジェクターからゲーミングデバイス、アプリまで実に幅広い製品が受賞対象となっている。

## 部会・分科会

### 映像音響部会
テレビ、プロジェクタ、プレーヤー、スピーカー、アプリなど映像や音響の再生、記録をおこなうビジュアル機器および、これらの周辺アクセサリの選考を行う審査会。
- ディスプレイ
- プロジェクター/スクリーン
- プレーヤー/レコーダー
- デジタルカメラ/デジタルビデオカメラ
- AVアンプ/サラウンド関連製品
- スピーカーシステム・映像音響
- ケーブル
- 電源関連製品
- メディア
- アプリ/ソフトウェア

### ピュアオーディオ部会
純粋なステレオオーディオの再生を主目的とした製品および、これにまつわるアクセサリの選考を行う審査会。購買層視点を大切にして、価格帯ごとに選考を行っている点が特徴。
- スピーカーシステム・ピュア
- アクティブスピーカー
- オーディオアンプ
- オーディオプレーヤー
- D/Aコンバーター
- アナログレコードプレーヤー
- フォノイコライザー
- カートリッジ
- その他アクセサリー

### ライフスタイル分科会
ライフスタイルを豊かにする製品を対象として、家庭のリビングや書斎などにマッチするホームオーディオ製品、イヤホン／ヘッドホン、Bluetoothスピーカー、さらにはスマートフォンやPCなどのモバイル製品まで幅広い分野の選考を行う審査会。製品そのものの品質はもちろん、ライフスタイルを変えるパワーを選考基準とし、デザインや機能性、使い勝手まで選考基準に含める。
- サウンドバー/ホームシアターシステム
- ワイヤレススピーカー
- ハイコンポ
- デスクトップオーディオ
- イヤホン/ヘッドホン
- ヘッドホンアンプ
- ヘッドホンシステム
- ヘッドホン関連アクセサリー
- ポータブルミュージックプレーヤー
- ゲーミングデバイス
- ビジュアル関連商品
- PC/スマホ/タブレット関連商品
- スマートホーム関連商品
- アプリ・ソフトウェア

## 審査

### 審査員
| 役名                                       | 評論家     | 映像音響部会 | ピュアオーディオ部会 | ライフスタイル分科会 |
| ------------------------------------------ | ---------- | ------------ | -------------------- | -------------------- |
| VGP審査委員長                              | 大橋伸太郎 | 審査         | 審査                 | -                    |
| VGP審査副委員長／ライフスタイル分科会 座長 | 鴻池賢三   | 審査         | 審査                 | 審査                 |
| VGP審査員／ライフスタイル分科会 副座長     | 岩井喬     | 審査         | 審査                 | 審査                 |
| VGP審査員／ライフスタイル分科会 副座長     | 折原一也   | 審査         | -                    | 審査                 |
| VGP審査員                                  | 海上忍     | 審査         | -                    | 審査                 |
| VGP審査員                                  | 林正儀     | 審査         | 審査                 | -                    |
| VGP審査員                                  | 生形三郎   | -            | 審査                 | -                    |
| VGP審査員                                  | 高橋敦     | -            | -                    | 審査                 |
| VGP審査員                                  | 野村ケンジ | -            | -                    | 審査                 |
| VGP審査員                                  | 山本敦     | -            | -                    | 審査                 |

### 審査協力店
アバック、エディオン、木田電業、クリアーサウンドイマイ、ケーズデンキ、コール徳島店、サウンドクリエイト、サウンドテック、シマムセン、上新電機、第一無線、椿テレビ商会、トムテック、ノジマオーディオスクエア、のだや、ビックカメラ、フジヤエービック、ホームシアター工房、ヨドバシカメラ、AC2 audio&cinema、Audio & Hometheater Labo、AURAS、CAVIN大阪屋、e☆イヤホン、Lavi Style、OTAI AUDIO。

## 賞
各部門ごとに一定水準を超えたものは「受賞」、各部門でもっとも多くの票を獲得したものは「金賞」が授与。金賞は複数選ばれる場合もある。さらに、とくに注目すべきアイテムには、審査員の合議によって、批評家大賞などの「特別賞」が授与される。

### 部門賞
- 映像音響部会
  - 金賞
  - 受賞
- ピュアオーディオ部会
  - 金賞
  - 受賞
- ライフスタイル分科会
  - 金賞
  - 受賞

### 特別賞
- 映像音響部会
  - 総合金賞
  - 批評家大賞
  - 特別大賞
  - 審査員特別賞
  - 技術賞
  - 企画賞
  - 開発賞
- ピュアオーディオ部会
  - 批評家大賞
  - 特別大賞
  - 開発賞
  - 企画賞
- ライフスタイル分科会
  - ライフスタイル大賞
  - ワイヤレス大賞
  - イヤホン大賞
  - ヘッドホン大賞
  - リビングオーディオ大賞
  - デスクトップオーディオ大賞
  - スマホAVクオリティ大賞
  - パーソナルビジュアル大賞
  - リビングシアター大賞
  - コンセプト大賞
  - コスパ大賞
  - ECコスパ大賞
  - イノベーション大賞
  - テレビシアター大賞

## 受賞発表
受賞結果は、VGP公式サイトにて公開されるほか、全国量販店で配布される『VGP受賞製品お買い物ガイド』、『ホームシアターファイルPLUS』にて紹介される。
本アワードの結果は2000年以降、VGP公式サイトにアーカイブされている。